# Heinrich Karl Heldmann
Heinrich Karl Heldmann (* 31. Oktober 1871 in Viermünden im Landkreis Waldeck-Frankenberg; † 5. Oktober 1945 in Bad Homburg vor der Höhe) war Senatspräsident am Oberlandesgericht Frankfurt am Main und Mitglied des Provinziallandtages der Provinz Hessen-Nassau.

## Leben
Heinrich Karl Heldmann war ein Sohn des Pfarrers August Heldmann (1834–1919) und dessen Ehefrau Anna Catharina Manger (1818–1875).
Nach der schulischen Grundausbildung im elterlichen Pfarrhaus besuchte er das waldecksche Landesgymnasium Korbach und studierte nach dem Abitur Rechts- und Staatswissenschaften an der Universität Leipzig und der Philipps-Universität Marburg, wo er 1895 zum Dr. jur. promovierte.  Nach der ersten juristischen Staatsprüfung folgte das Referendariat am Amtsgericht Kirchhain. Ab 1897 war er als Gerichtsassessor eingesetzt und wurde 1903 Amtsrichter in Bergen.
Bevor er 1919 zum Senatspräsidenten am Oberlandesgericht Frankfurt am Main ernannt wurde, war er Landrichter in Hanau (1909) und Landgerichtsdirektor in Frankfurt (1912). 1924 wurde er Vizepräsident des Oberlandesgerichts.
Er engagierte sich kirchenpolitisch und war Mitglied der verfassunggebenden Kirchenversammlung im Konsistorialbezirk Kassel und bis 1929 Mitglied der Kirchenregierung in Kassel.
In den Jahren von 1921 bis 1932 hatte er ein Mandat für den Nassauischen Kommunallandtag des preußischen Regierungsbezirks Wiesbaden bzw. für den Provinziallandtag der Provinz Hessen-Nassau. Er war als DNVP-Mitglied (1921–1925 und 1930–1932) deren Fraktionsvorsitzender und Mitglied des Ältesten- und des Finanzausschusses.
Von 1922 bis 1932 war er Mitglied des Provinzialrates und von 1926 bis 1929 für die Hessen-Nassauische Arbeitsgemeinschaft Stadt und Land in dem Parlament.
Für die Kampffront Schwarz-Weiß-Rot, am 11. Februar 1933 gegründet, kandidierte er erfolglos für die Kommunallandtagswahlen.
Trotz seiner Mitgliedschaft in der Kampffront stand Heldmann dem Nationalsozialismus aus politischen und religiösen Gründen ablehnend gegenüber.
Zum 1. Juli 1937 trat er in den Ruhestand.
Nach dem Krieg sollte er zum Präsidenten des Oberlandesgerichts Frankfurt berufen werden, lehnte dieses jedoch ab.
Er war verheiratet mit Lina Spatz (1881–1959).

## Öffentliche Ämter
- Vorstandsvorsitzender des Diakonissenhauses in Frankfurt am Main
- ab 1945 Rat im Senat der Universität Frankfurt am Main